# 1993 EK
1993 EK är en asteroid i huvudbältet som upptäcktes den 2 mars 1993 av den japanska astronomen Takeshi Urata vid Nihondaira-observatoriet.
Asteroiden har en diameter på ungefär 3 kilometer.